# Karl Bögelein
Karl Bögelein (Bamberg, 1927. január 28. – 2016. augusztus 9.) nyugatnémet válogatott német labdarúgó, kapus, edző.

## Pályafutása

### Klubcsapatban
1951-ig az 1. FC Bamberg labdarúgója volt. 1951 és 1957 között a VfB Stuttgart csapatában szerepelt, ahol egy-egy bajnoki címet és kupa győzelmet szerzett az együttessel. 1957 és 1963 között az SSV Reutlingen 05 kapusa volt. 1963-ban 36 évesen fejezte be az aktív labdarúgást.

### A válogatottban
1951-ben egy alommal szerepelt a nyugatnémet válogatottban.

### Edzőként
1972-ben és 1976-ban volt korábbi klubja, a VfB Stuttgart ideiglenes vezetőedzője.

## Sikerei, díjai
VfB Stuttgart
- Nyugatnémet bajnokság
  - bajnok: 1951–52
- Nyugatnémet kupa (DFP-Pokal)
  - győztes: 1954